# Karel Masopust
Karel Masopust, né le 4 octobre 1942 à Prague et mort le 25 mai 2019, est un joueur tchécoslovaque de Hockey sur glace qui évoluait au poste de défenseur.

## Carrière
Karel Masopust obtient une médaille d'argent aux Jeux olympiques d'hiver de 1968 de Grenoble.
De 1993 à 2013, il exerce la fonction de dépisteur en Europe pour les Sharks de San José.